# Serenissima (album)
Serenissima è il secondo album del gruppo musicale power metal italiano Great Master, pubblicato nel 2012 da Underground Symphony.
Serenissima è un concept album storico sulla Repubblica di Venezia e sui suoi principali rappresentanti storici, un tributo dei Great Master alla loro terra natia.

## Tracce
1. The Ascention – 1:21
2. Queen of the Sea – 5:44
3. Doge – 3:52
4. The Merchant – 4:37
5. Golden Cross – 3:49
6. Marco Polo – 4:38
7. Across the Sea – 4:13
8. Black Death – 5:26
9. Enemies at the Gates – 9:33
10. Marching on the Northern Land – 3:31
11. Lepanto's Call – 5:33
12. The Fall – 3:41
13. Medieval Steel (Medieval Steel cover) – 4:56

## Formazione
- Max Bastasi - voce
- Jahn Carlini - chitarra
- Daniele Vanin - chitarra
- Marco Antonello - basso
- Francesco Duse - batteria